# Taurus PT 101
A Pistola PT 101 é uma arma de fogo semiautomática de fabricação brasileira, produzida pelas Forjas Taurus S.A., com sede no estado do Rio Grande do Sul, Brasil.
Possui trava de segurança manual externa com desarmador do cão ambidestro, indicador de cartucho na câmara, trava do percussor, posição meia monta e seu acabamento é inox ou oxidado.
A diferente operacional da Taurus PT 101 é que diferente da Taurus PT 100, esta possui alça de mira ajustável.